# Сарадананда

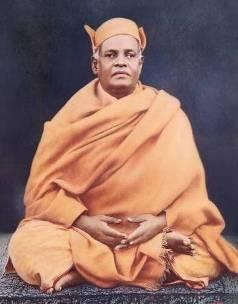

Свами Сарадананда (домонашеское имя Сарат Чандра Чакраварти; 1865—1927) — один из последователей учения Рамакришны, автор биографической книги «Великий учитель Шри Рамакришна» — описания всей жизни Рамакришны, за исключением последних месяцев.
Сарадананда ещё подростком встретился с Рамакришной и стал его учеником. Сарадананда взялся за работу лет через двадцать после кончины Рамакришны (1886), однако ещё были живы многие из тех, кто хорошо знал Рамакришну, и Сарадананда тщательно сличал их воспоминания со своими.
У отца Сарата была своя аптека и он хотел, чтобы сын стал врачом. Сарату нравилась профессия врача и он поступил в медицинский колледж. Однако когда Рамакришна смертельно заболел, Сарат бросил учёбу и посвятил себя уходу за учителем. В колледж он так больше и не вернулся, а принял обет монашества.
Сарат отличался отвагой и неколебимым хладнокровием, которое он демонстрировал в опасных ситуациях. Как описывает Кристофер Ишервуд в своей книге «Рамакришна и его ученики» был случай, когда Сарат «путешествовал в экипаже в горах Кашмира и лошадь, чего-то испугавшись, шарахнулась вниз по крутому склону — экипаж чудом зацепился за дерево и не свалился в пропасть. Сарадананда выскочил из экипажа за миг до того, как громадный камень сорвался со склона и убил лошадь. Когда его спросили, что он чувствовал в эти минуты, Сарадананда сказал, что умом он отрешённо и с интересом объективно наблюдал происходившее. В другой раз Сарадананда вместе с одним из последователей Рамакришны поднимался в лодке вверх по Ганге, когда неожиданно налетел сильный шквал. Лодка могла в любую минуту опрокинуться, но Свами продолжал спокойно потягивать кальян. Его спокойствие настолько взбесило нервического последователя, что он выхватил у Сарадананды кальян и швырнул его за борт».
В 1893 году Вивекананда впервые выехал в Соединённые Штаты и провёл больше трех лет, разъезжая с лекциями по Америке и Европе. В 1896 году он написал Сарадананде письмо с просьбой приехать на Запад и продолжить его работу. Они встретились в Лондоне, где Сарадананда выступил с лекциями. Затем Вивекананда возвратился в Индию, а Сарадананда отплыл в Нью-Йорк, где до 1898 года возглавлял Общество веданты. Вернувшись на родину, он стал первым из секретарей Миссии и монастыря Рамакришны и исполнял эти обязанности до самой смерти в 1927 году.